# Tòner

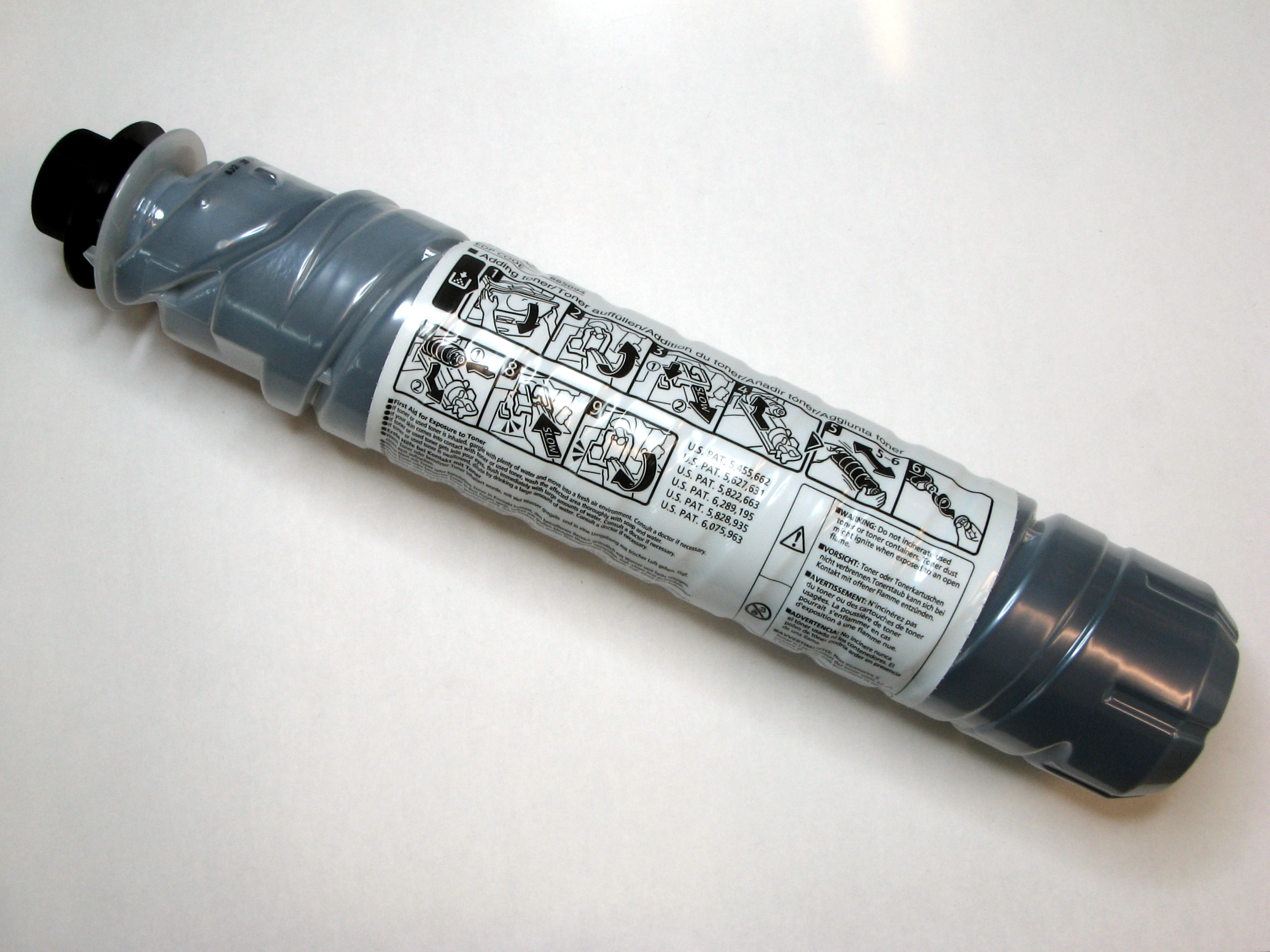
Un cartutx de tòner negre

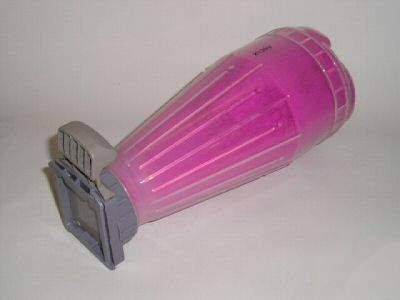
Un cartutx de tòner de color magenta.

El tòner (de l'anglès, toner), també anomenat tinta seca per analogia funcional amb la tinta, és una pols fina, normalment de color negre, que es diposita al paper en què es pretén imprimir mitjançant atracció electroestàtica.
Un cop adherit el pigment, aquest es fixa al paper mitjançant pressió o calor.
Atès que en el procés no hi intervenen líquids, originalment s'ha denominat Xerografia, del grec Xeros que vol dir sec.
Els cartutxos d'impressió de les impressores actualment estan disponibles en cian, magenta, groc i negre (en anglès, CMYK).